# 异丁酸
异丁酸，一种有四个碳原子的短链饱和脂肪酸，结构式(CH3)2CHCOOH。

## 性质
无色有强烈刺激性气味的油状液体，溶于乙醇、乙醚。

## 制备
由异丁醛被空气或氧气直接氧化而得。
{\displaystyle \ (CH_{3})_{2}CHCHO+{\tfrac {1}{2}}O_{2}\rightarrow (CH_{3})_{2}CHCOOH}

## 用途
用于合成异丁酸酯类，如异丁酸甲酯、异丁酸丙酯、异丁酸异戊酯、异丁酸苄酯等，产物可作香料、药物和食品保鲜剂的原料。